# Podomyrma lampros
Podomyrma lampros är en myrart som beskrevs av Hugo Viehmeyer 1924. Podomyrma lampros ingår i släktet Podomyrma och familjen myror. Inga underarter finns listade i Catalogue of Life.